# Celles (Charente-Maritime)
Pour les articles homonymes, voir Celles.
Pour les articles ayant des titres homophones, voir Celle, Selle et Selles.
Celles est une commune du Sud-Ouest de la France située dans le département de la Charente-Maritime (région Nouvelle-Aquitaine).
Ses habitants sont appelés les Cellois et les Celloises.

## Géographie

### Communes limitrophes
| Ars (Charente) | Gimeux (Charente) |                            |
| Coulonges      | Celles            | Salles-d'Angles (Charente) |
|                | Lonzac            | Saint-Martial-sur-Né       |

## Urbanisme

### Typologie
Au 1er janvier 2024, Celles est catégorisée commune rurale à habitat dispersé, selon la nouvelle grille communale de densité à 7 niveaux définie par l'Insee en 2022.
Elle est située hors unité urbaine. Par ailleurs la commune fait partie de l'aire d'attraction de Cognac, dont elle est une commune de la couronne,. Cette aire, qui regroupe 44 communes, est catégorisée dans les aires de 50 000 à moins de 200 000 habitants,.

### Occupation des sols
L'occupation des sols de la commune, telle qu'elle ressort de la base de données européenne d’occupation biophysique des sols Corine Land Cover (CLC), est marquée par l'importance des territoires agricoles (84,8 % en 2018), une proportion identique à celle de 1990 (84,8 %). La répartition détaillée en 2018 est la suivante : 
terres arables (29,2 %), cultures permanentes (28,9 %), zones agricoles hétérogènes (19,1 %), forêts (15,2 %), prairies (7,6 %). L'évolution de l’occupation des sols de la commune et de ses infrastructures peut être observée sur les différentes représentations cartographiques du territoire : la carte de Cassini (XVIIIe siècle), la carte d'état-major (1820-1866) et les cartes ou photos aériennes de l'IGN pour la période actuelle (1950 à aujourd'hui).

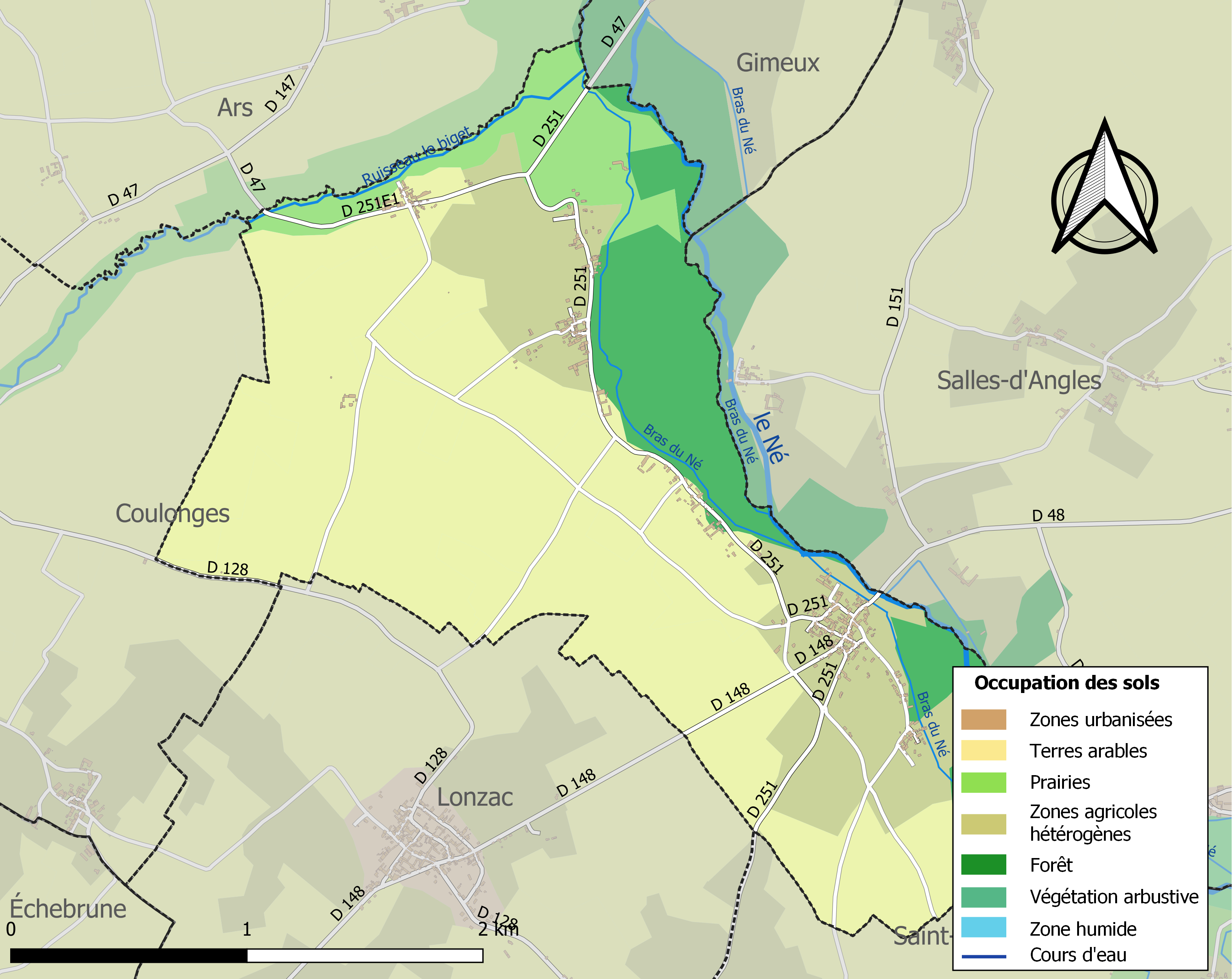
Carte des infrastructures et de l'occupation des sols de la commune en 2018 (CLC).

### Risques majeurs
Le territoire de la commune de Celles est vulnérable à différents aléas naturels : météorologiques (tempête, orage, neige, grand froid, canicule ou sécheresse), inondations, mouvements de terrains et séisme (sismicité faible). Il est également exposé à un risque technologique,  le transport de matières dangereuses. Un site publié par le BRGM permet d'évaluer simplement et rapidement les risques d'un bien localisé soit par son adresse soit par le numéro de sa parcelle.

#### Risques naturels
Certaines parties du territoire communal sont susceptibles d’être affectées par le risque d’inondation par débordement de cours d'eau, notamment le Né. La commune a été reconnue en état de catastrophe naturelle au titre des dommages causés par les inondations et coulées de boue survenues en 1982, 1986, 1993, 1999 et 2010,.

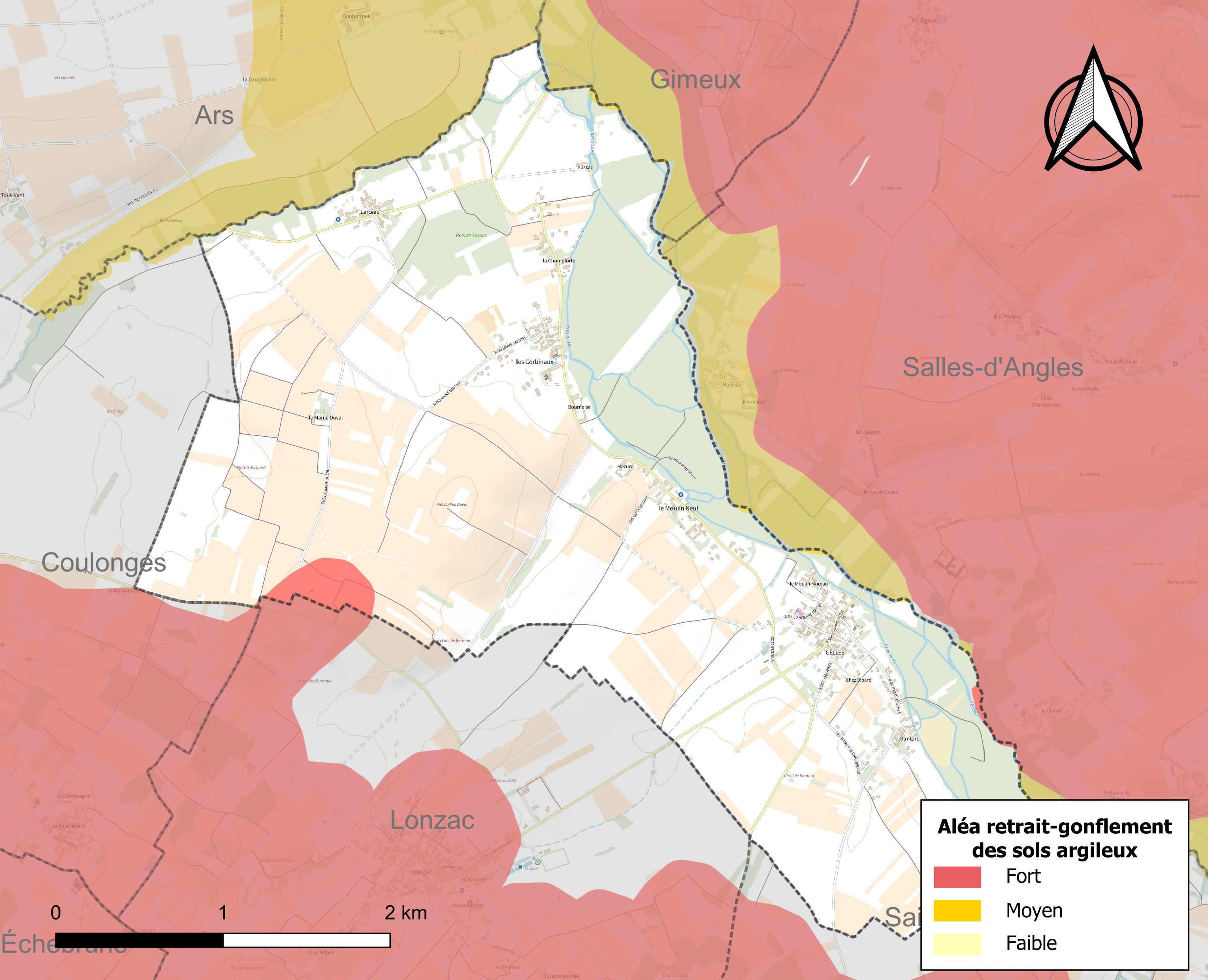
Carte des zones d'aléa retrait-gonflement des sols argileux de Celles.

Les mouvements de terrains susceptibles de se produire sur la commune sont des tassements différentiels.
Le retrait-gonflement des sols argileux est susceptible d'engendrer des dommages importants aux bâtiments en cas d’alternance de périodes de sécheresse et de pluie. 1,5 % de la superficie communale est en aléa moyen ou fort (54,2 % au niveau départemental et 48,5 % au niveau national). Sur les 172 bâtiments dénombrés sur la commune en 2019,  aucun n'est en aléa moyen ou fort, à comparer aux 57 % au niveau départemental et 54 % au niveau national. Une cartographie de l'exposition du territoire national au retrait gonflement des sols argileux est disponible sur le site du BRGM,.
Par ailleurs, afin de mieux appréhender le risque d’affaissement de terrain, l'inventaire national des cavités souterraines permet de localiser celles situées sur la commune.
Concernant les mouvements de terrains, la commune a été reconnue en état de catastrophe naturelle au titre des dommages causés par des mouvements de terrain en 1999 et 2010.

#### Risques technologiques
Le risque de transport de matières dangereuses sur la commune est lié à sa traversée par une ou des infrastructures routières ou ferroviaires importantes ou la présence d'une canalisation de transport d'hydrocarbures. Un accident se produisant sur de telles infrastructures est susceptible d’avoir des effets graves sur les biens, les personnes ou l'environnement, selon la nature du matériau transporté. Des dispositions d’urbanisme peuvent être préconisées en conséquence.

## Toponymie
Comme les autres communes homonymes, le bourg tire son nom du latin cella (cellule).

## Administration

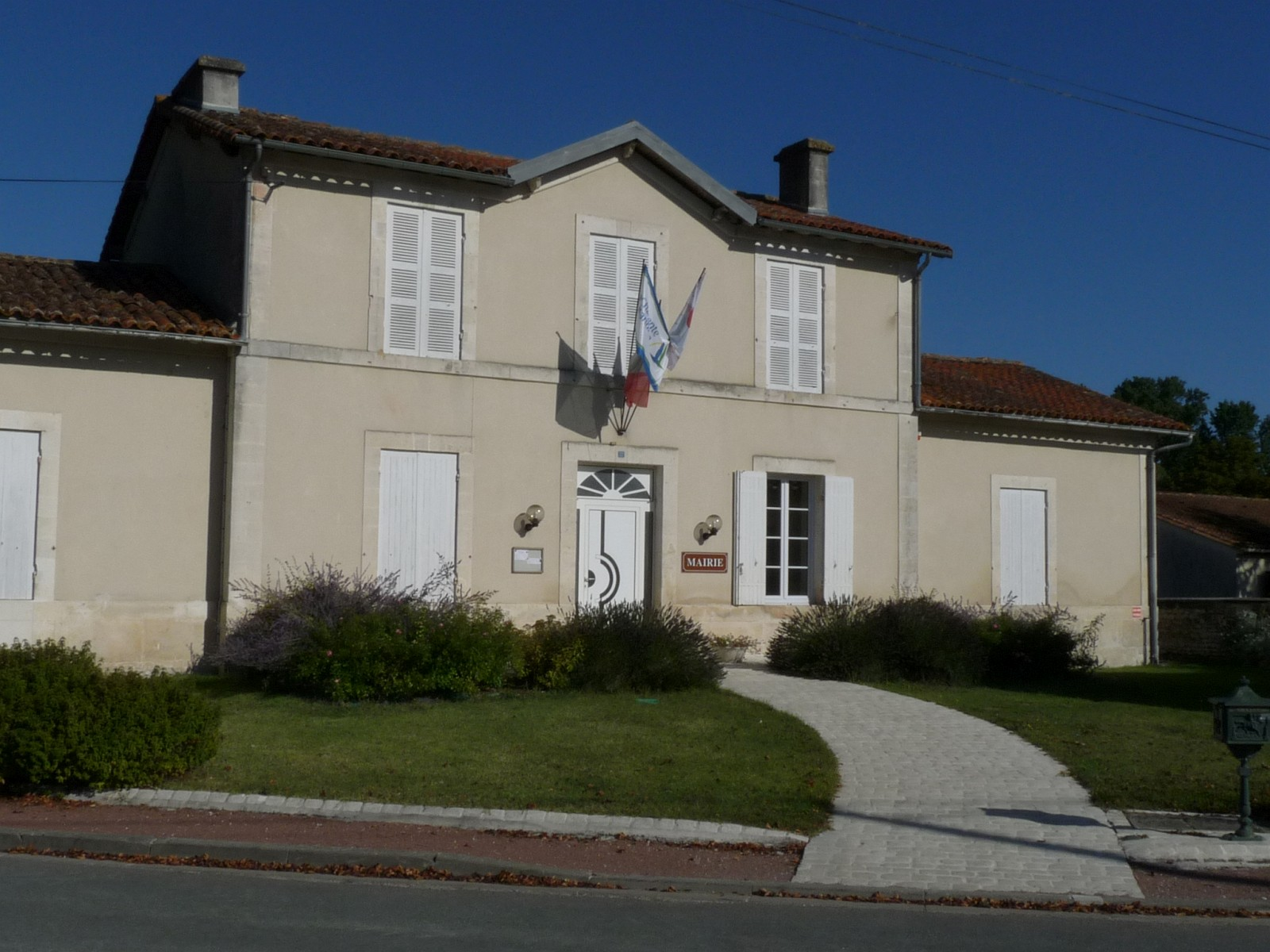
La mairie.

### Liste des maires
| Période                                  | Période  | Identité        | Étiquette | Qualité     |
| ---------------------------------------- | -------- | --------------- | --------- | ----------- |
| 2001                                     | 2008     | Bernard Gillet  | -         | -           |
| 2008                                     | En cours | Pierre-Noël Roy | SE        | Agriculteur |
| Les données manquantes sont à compléter. |          |                 |           |             |

### Région
À la suite de la mise en application de la réforme administrative de 2014 ramenant le nombre de régions de France métropolitaine de 22 à 13, la commune appartient depuis le 1er janvier 2016 à la région Nouvelle-Aquitaine, dont la capitale est Bordeaux. De 1972 au 31 décembre 2015, elle a appartenu à la région Poitou-Charentes, dont le chef-lieu était Poitiers.

## Démographie

### Évolution démographique
L'évolution du nombre d'habitants est connue à travers les recensements de la population effectués dans la commune depuis 1793. Pour les communes de moins de 10 000 habitants, une enquête de recensement portant sur toute la population est réalisée tous les cinq ans, les populations de référence des années intermédiaires étant quant à elles estimées par interpolation ou extrapolation. Pour la commune, le premier recensement exhaustif entrant dans le cadre du nouveau dispositif a été réalisé en 2007.

En 2022, la commune comptait 326 habitants, en stagnation par rapport à 2016 (Charente-Maritime : +4,04 %, France hors Mayotte : +2,11 %).
| 1793 | 1800 | 1806 | 1821 | 1831 | 1836 | 1841 | 1846 | 1851 |
| ---- | ---- | ---- | ---- | ---- | ---- | ---- | ---- | ---- |
| 365  | 381  | 423  | 401  | 462  | 494  | 492  | 520  | 528  |

| 1856 | 1861 | 1866 | 1872 | 1876 | 1881 | 1886 | 1891 | 1896 |
| ---- | ---- | ---- | ---- | ---- | ---- | ---- | ---- | ---- |
| 543  | 516  | 502  | 454  | 433  | 418  | 384  | 359  | 361  |

| 1901 | 1906 | 1911 | 1921 | 1926 | 1931 | 1936 | 1946 | 1954 |
| ---- | ---- | ---- | ---- | ---- | ---- | ---- | ---- | ---- |
| 358  | 351  | 373  | 319  | 290  | 293  | 288  | 300  | 283  |

| 1962 | 1968 | 1975 | 1982 | 1990 | 1999 | 2006 | 2007 | 2012 |
| ---- | ---- | ---- | ---- | ---- | ---- | ---- | ---- | ---- |
| 320  | 325  | 267  | 256  | 280  | 251  | 283  | 289  | 324  |

| 2017 | 2022 | - | - | - | - | - | - | - |
| ---- | ---- | - | - | - | - | - | - | - |
| 323  | 326  | - | - | - | - | - | - | - |

## Économie

### Agriculture
La viticulture est une ressource économique importante. La commune est située en Petite Champagne, dans la zone d'appellation d'origine contrôlée du cognac.

## Équipements, services et vie locale

### Enseignement

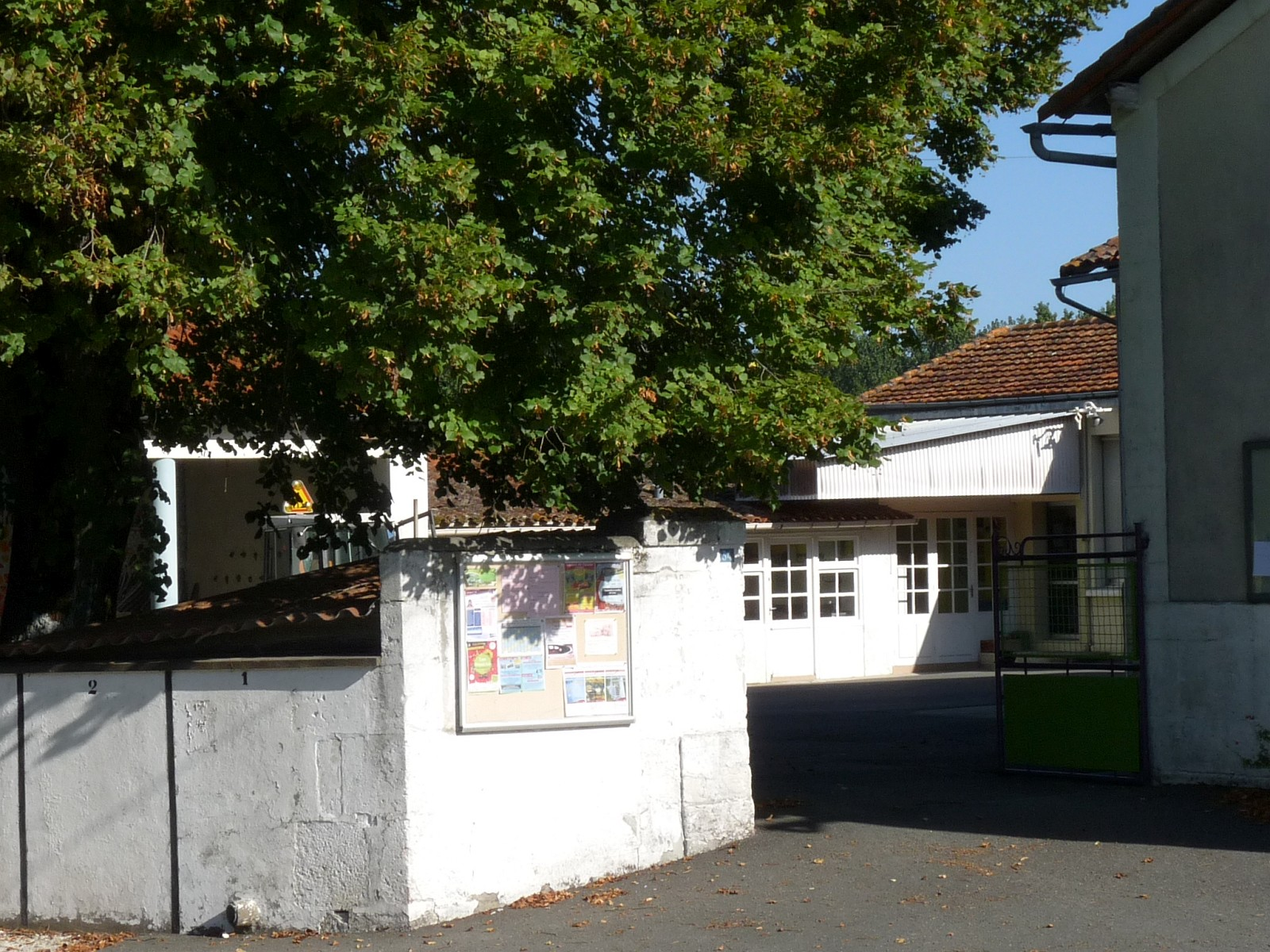
L'école.

École maternelle.

## Lieux et monuments

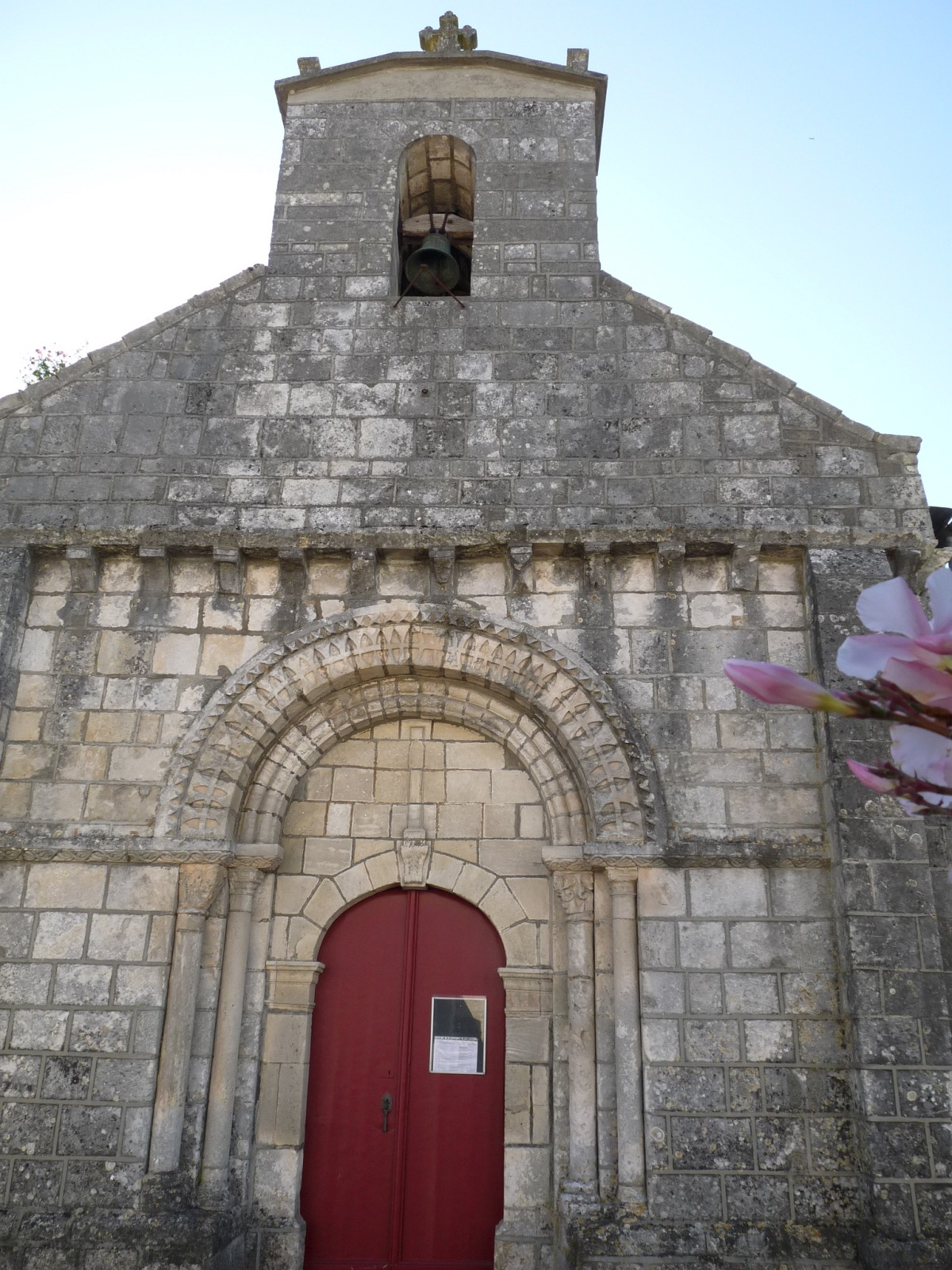
Portail de l'église.

- Église paroissiale Saint-Christophe : église rurale au centre du village entièrement rebâtie sur sa base du XIIe siècle qui n'a de roman que sa façade occidentale avec un portail central à deux archivoltes en plein cintre sur quatre colonnes dont deux ont conservé leur chapiteau. L'une des voussures est faite de deux rangées de dents de scie opposées et séparées par un bandeau (originale en Saintonge). La chapelle sud date de 1767. La cloche en bronze date de 1626, et elle est classée monument historique au titre objet depuis 1908[19].
- Lavoir ancien au lieu-dit « Larceau ».
- Pont à quatre arches et un ponceau à l'entrée de bourg.
- Jardin de vie de l'école maternelle de Celles : label jardin remarquable en 2013, premier jardin d'école en France à recevoir ce label. Ce projet pédagogique débuté en septembre 2007 consiste à créer un jardin autour du thème des cinq sens et des quatre éléments, un lieu où les élèves de l'école maternelle puissent travailler, expérimenter, vivre et découvrir la flore et la faune. Il a été créé à partir du projet pédagogique monté par l'instituteur, grâce au travail collectif de Rémi Marcotte, architecte paysagiste, de l'Association des Jardins Respectueux, de l'instituteur, des parents d'élèves et surtout des enfants qui investissent ce formidable outil pédagogique le plus souvent possible, devenu depuis le fil rouge des projets et la nouvelle salle de classe de l'école.
- Domaine du Coureau, avec son parc conçu par le comte de Choulot situé sur les deux départements Charente-Maritime et Charente.

## Personnalités liées à la commune

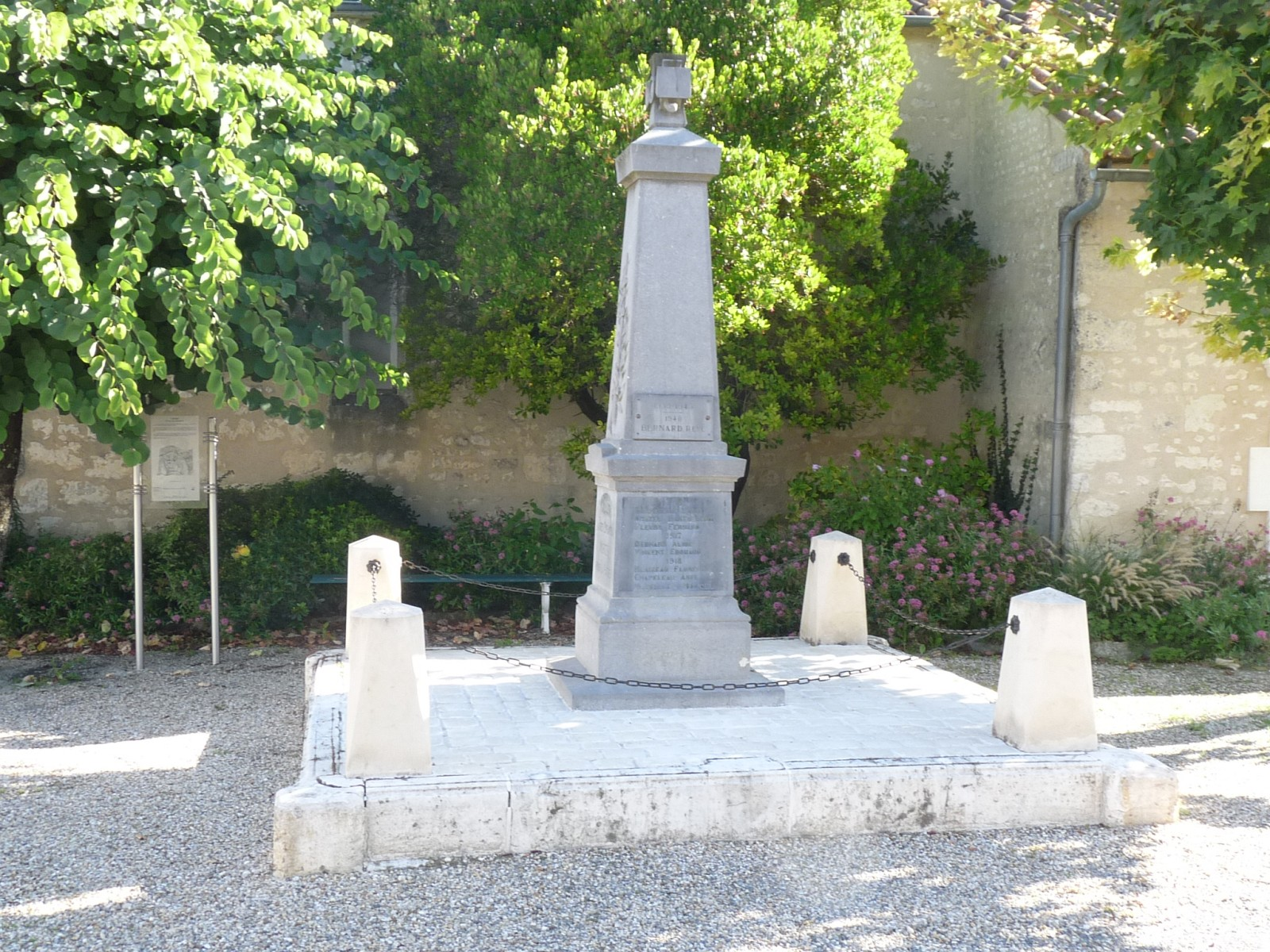
Monument aux morts.